# Андамии
Андамиите (Andamia) са род актиноптери от семейство Морски кучки (Blenniidae).
Таксонът е описан за пръв път от Едуард Блит през 1858 година.

## Видове
- Andamia amphibius
- Andamia cyclocheilus
- Andamia expansa
- Andamia heteroptera
- Andamia pacifica
- Andamia reyi
- Andamia tetradactylus